# Бургплац
50°09′41.6″ пн. ш. 6°01′24.0″ сх. д. / 50.161556° пн. ш. 6.023333° сх. д.

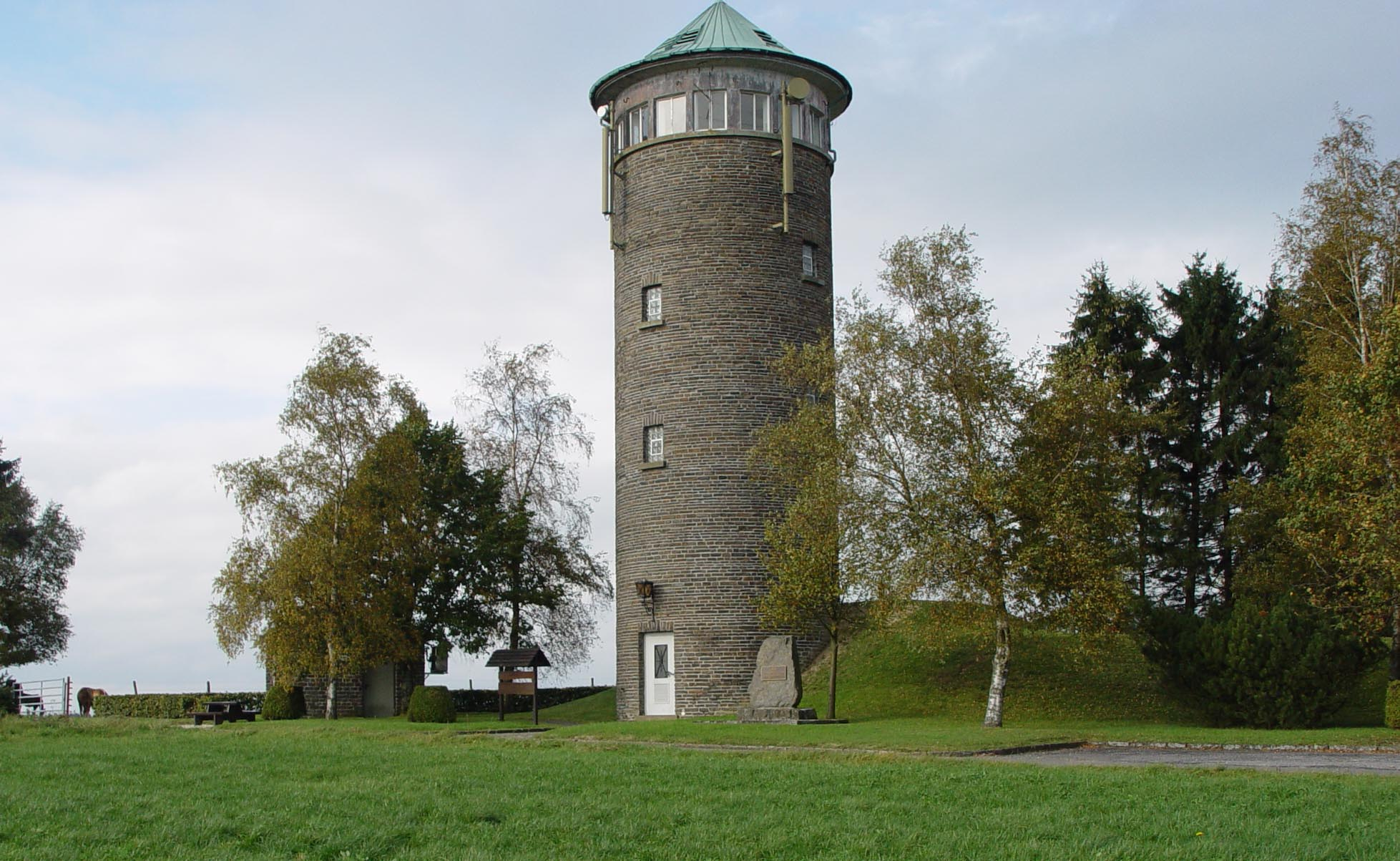
Водонапірна башта, споруджена на пагорбі.

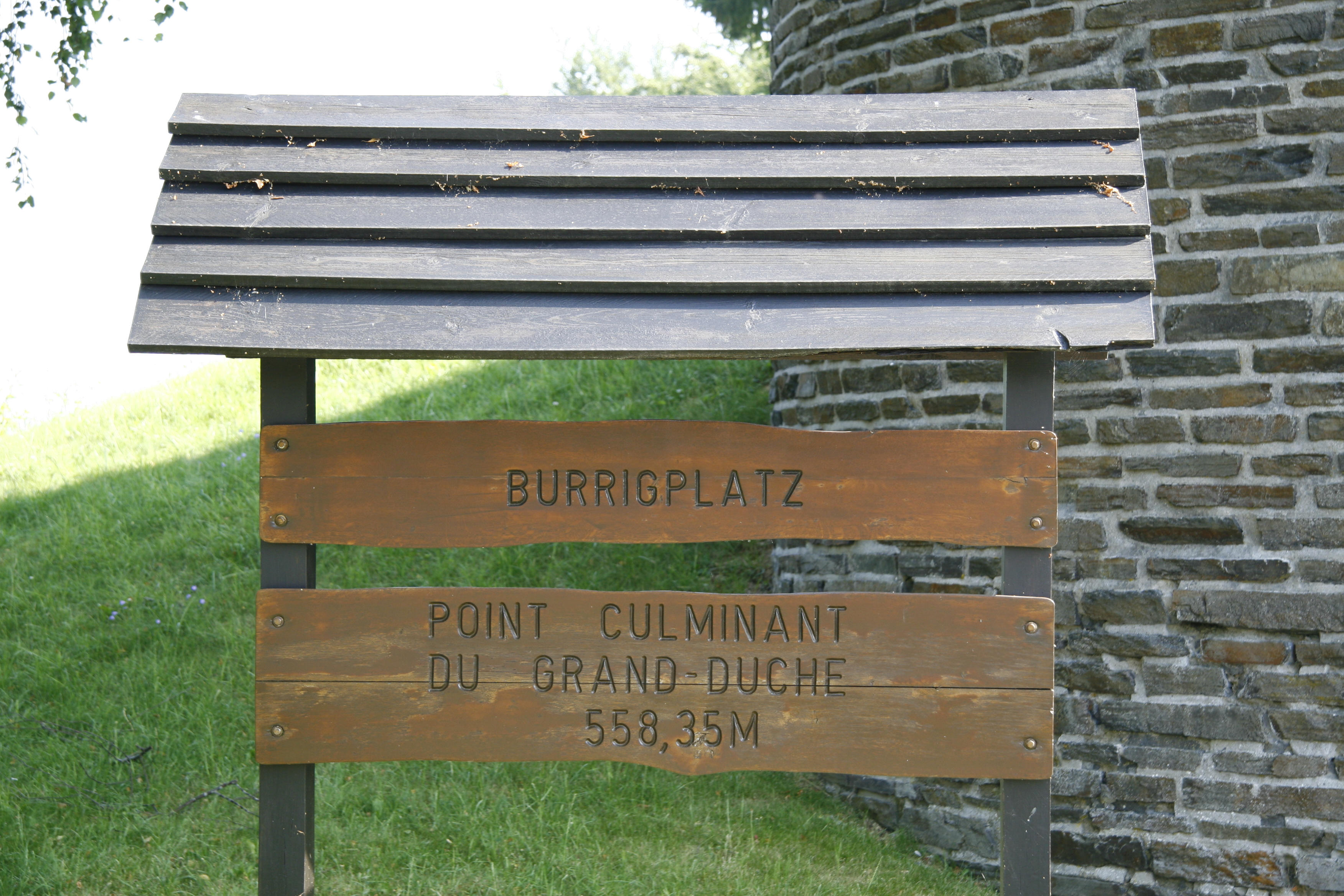
Пам'ятний знак, встановлений на пагорбі, з написом про те, що це найвища точка Великого Герцогства (напис зроблено французькою).

Бургплац (люксемб. Buergplaz, фр. Burrigplatz, також Burgplatz та Buurgplaatz) — пагорб на півночі Люксембургу, в комуні Труав'єрж. Висота — 559 м над рівнем моря. Координати — 50°09′41.6″ пн. ш. 6°01′24.0″ сх. д. / 50.161556° пн. ш. 6.023333° сх. д.. В літературі часто називається найвищою точкою Люксембургу. На пагорбі свого часу було встановлено пам'ятний знак про те, що він є найвищою точкою країни. Однак, вимірювання, проведені у 1994—1997 роках, показали, що найвищою точкою країни є пагорб Кнайфф (560 м), розташований неподалік, а Бургплац є другою за висотою точкою Люксембургу.
На місцевому рельєфі пагорб майже ніяк не виділяється. Найближчий населений пункт — село Хульданж з населенням 353 особи.
Пагорб Бургплац було оголошено найвищою точкою країни у 1952 році, після нових вимірювань висот. До того перша топографічна карта Люксембургу була видана 1904 року, для визначення висоти рельєфу при її складанні використовувався барометр. Тоді найвищою точкою країни, з показником 562 м над рівнем моря, було визначено місце у селі Хайспельт комуни Валь, а Бургплац з показником 555 м було оголошено другою за висотою точкою Люксембургу. Точніші вимірювання, проведені у 1952 році, показали, що найвищою точкою Люксембургу є Бургплац (559 м), другою по висоті — пагорб Кнейф (558 м). Вимірювання 1994—1997 років показали, що найвищою точкою є Кнейф (560 м), а Бургплац — на другому місці.